# Rae Dawn Chong
Pour les articles homonymes, voir Rae.
Rae Dawn Chong, née le 28 février 1961 à Edmonton au Canada, est une actrice canado-américaine.

## Biographie
Fille de Tommy Chong, elle a des origines noire américaine, amérindienne, chinoise et irlandaise. Elle commence sa carrière encore enfant, en apparaissant dans plusieurs séries et téléfilms.
Elle est connue pour ses rôles au cinéma dans La Guerre du feu (1981), La Couleur pourpre (1985), Choose Me (1985), Commando (1985), Le Proviseur en 1987, Crying Freeman en 1995 et Souvenirs de l'au-delà la même année, et Cyrus en 2010.
Elle a également joué avec son père dans les films Cheech & Chong's The Corsican Brothers (1984) et Far Out Man (1990).
Pour la télévision, elle a joué les guest-stars dans la série Melrose Place et a entre autres participé aux deux saisons de la série télévisée Mysterious Ways entre 2000 et 2002 et la première saison de Méthode Zoé entre 2003 et 2004.

## Vie privée
Elle fut mariée trois fois. Son second époux, C. Thomas Howell, joua à ses côtés dans Soul Man (1986).
 Sa sœur Robbi Chong est mannequin et actrice.

Elle est mère d'un fils, Morgan.

## Filmographie

### Cinéma
- 1978 : Stony Island : Janetta
- 1981 : La Guerre du feu : Ika
- 1984 : Choose Me : Pearl Antoine
- 1984 : Cheech & Chong's The Corsican Brothers : Gypsy
- 1984 : Beat Street : Tracy Carlson
- 1984 : New York, deux heures du matin : Leila
- 1985 : City Limits (en) d'Aaron Lipstadt : Yogi
- 1985 : Le Prix de l'exploit : Sarah
- 1985 : Commando : Cindy
- 1985 : La Couleur pourpre : Squeak
- 1986 : Soul Man : Sarah Walker
- 1987 : Manhattan Loto: Rachel Dobs
- 1987 : Le Proviseur : Hilary Orozco
- 1989 : Rude Awakening
- 1990 : Darkside : Les Contes de la nuit noire : Carola
- 1990 : Far Out Man
- 1990 : Chaindance : Ilene Curtis
- 1990 : Amazone de Mika Kaurismäki : Paola
- 1991 : Denial : Julie
- 1991 : Borrower : Diana Pierce
- 1992 : When the Party's Over : M.J.
- 1993 : Time Runner : Karen Donaldson
- 1994 : Boulevard : Ola
- 1994 : Boca : J.J.
- 1994 : Amberwaves : Misty
- 1995 : Crying Freeman : Detective Forge
- 1995 : The Break : Jennifer Hudson
- 1995 : Souvenirs de l'au-delà : Rose Orwetto
- 1995 : Power of Attorney : Joan Armstrong
- 1996 : Small Time : La femme
- 1996 : Starlight : Arianna
- 1996 : Mask of Death : Cassandra Turner
- 1997 : Goodbye America (en) de  Thierry Notz : Special Agent Danzig
- 1998 : Valentine's Day : Sally
- 1999 : Cosas que olvidé recordar : Mary
- 2000 : Double Séduction : Ann Rich
- 2000 : The Visit (en) de Jordan Walker-Pearlman (en) : Felicia
- 2005 : Constellation : Jenita Boxer
- 2006 : Max Havoc: Ring of Fire : Sœur Caroline
- 2010 : Cyrus : Vivian
- 2011 : Jeff, Who Lives at Home : Carol
- 2012 : Shiver : Detective Burdine
- 2014 : Knock 'em Dead : Jenny Logan
- 2016 : Street Signs: Homeless But Not Hopeless : Narratrice

### Télévision

#### Téléfilm
- 1974 : The Whiz Kid and the Mystery at Riverton : Greta
- 1980 : Top of the Hill : Rita
- 1985 : La Griffe de l'assassin : Christine Horn
- 1990 : Curiosity Kills : Jane
- 1991 : Femmes sous haute surveillance : Rhonda
- 1993 : Les Rues de Los Angeles : Yvonne
- 1997 : Alibi : Linda Garcia
- 2006 : Deadly Skies (en) : Madison Taylor
- 2012 : Pegasus Vs. Chimera : Mayda

#### Série télévisée
- 1980 : Lou Grant (série télévisée) (1 épisode) : Adrienne
- 1983-1985 : Hôpital St. Elsewhere (série télévisée) : Billie Vaughn
- 1986 : Tall Tales & Legends (série télévisée) (1 épisode) : Circe Lafemme
- 1992-1993 : Melrose Place (série télévisée) : Carrie Fellows
- 1994 : Lonesome Dove (série télévisée) (1 épisode) : May Lawson
- 1995 : Crazy Love (série télévisée) (1 épisode) : Dr Call
- 1995 : Au-delà du réel : L'aventure continue (série télévisée) : Karen Heatherton (saison 1, épisode 5)
- 1996 : Highlander (série télévisée) (1 épisode) : Claudia Jardine
- 1997 : Poltergeist, les aventuriers du surnaturel (série télévisée) (1 épisode) : Tanya Moreau
- 2000-2002 : Mysterious Ways (série télévisée) : Dr Peggy Fowler
- 2002 : Amy (série télévisée) (1 épisode) :  Atty. Westland
- 2003-2004 : Méthode Zoé (série télévisée) : Sophie Mason
- 2007 : Phénomène Raven (série télévisée) (1 épisode) :  Lynn Thomas
- 2019 : 9-1-1 (série télévisée) (1 épisode) :  Stacy